# Helmut Mader
Helmut Mader (* 3. Dezember 1941 in Innsbruck) ist ein ehemaliger österreichischer Politiker (ÖVP). Er war Mitglied des Bundesrates, des Tiroler Landtages, 1. LH-Stellvertreter und Präsident des Tiroler Landtags.

## Leben
Helmut Mader besuchte von 1948 bis 1952 die Volksschule in Mieders und im Anschluss das Bundesrealgymnasium in Innsbruck. 1956 wechselte er an die Höhere Technische Lehranstalt Abteilung Elektrotechnik in Innsbruck, wo er 1961 maturierte und in der Folge den Titel Ing. verliehen bekam. Helmut Mader war in der Folge bis 1989 Angestellter der Tiroler Wasserkraftwerke AG und engagierte sich in der Gewerkschaft. Er war Betriebsrat und langjähriger Zentralbetriebsratsvorsitzender der TIWAG. Sein Bruder Roland Mader wurde als Vorsitzender des Deutschen Volleyball-Verbands bekannt.

## Politik
Helmut Mader engagierte sich in der Jungen ÖVP und im ÖAAB. 1967 wurde er zum Stadtjugendobmann der ÖVP Innsbruck gewählt und war Bezirksobmann der Jungen ÖVP. Er war sodann Bezirksobmann des AAB Tirol und stieg später zum Landesobmann des Tiroler AAB auf.
Nach der Landtagswahl in Tirol 1970 wurde Mader vom Landtag in den Bundesrat gewählt. Er gehörte vom 20. Oktober 1970 bis zum 1. Juli 1975 dem Bundesrat an und stand zwischen dem 1. Jänner 1972 und dem 30. Juni 1972 dem Bundesrat als Vorsitzender vor. Der damals 30-Jährige wurde dadurch der bis heute jüngste Vorsitzende seit der Gründung der Republik Österreich.
Am 1. Juli 1975 wechselte Mader zurück in den Tiroler Landtag, wo er zwischen 1987 und 1989 Klubobmann des ÖVP Landtagsklubs in Nachfolge von LH Wallnöfer war. Mader wurde am 4. April 1989 zum 1. Landeshauptmann-Stellvertreter gewählt und blieb bis zum 5. April 1994 in dieser Funktion. Er übernahm die Ressorts Jugend, Familien, Frauen, Senioren, Arbeitsmarkt- und Arbeitnehmerförderung, Personal und Sport. In seine Amtszeit fällt unter anderem die Gründung der Tilak und des AZW, des Jugend-Landtages und die Totalrenovierung des Landessportheimes. 1994 zog er wieder in den Tiroler Landtag ein und war vom 5. April 1994 bis 1. Juli 2008 Präsident des Tiroler Landtags.
Als Landtagspräsident initiierte Mader umfassende Renovierungsarbeiten des Landtagssitzungssaales, der Georgskapelle und des Treppenaufganges im Alten Landhaus. In seine Amtszeit fiel zudem die Renovierung der „Landschaftlichen Pfarrkirche Mariahilf“ und des Pfarrhauses im Jahre 1998. Auf Maders Initiative wurde 2004 im Bereich von Mariahilf eine Kunstkammer eröffnet und der Friedhof um einen Urnenteil erweitert. Mader trat bei der Landtagswahl 2008 nicht mehr an und schied mit dem 1. Juli 2008 aus dem Landtag aus.

### Korruptionsverdacht
Im August 2015 geriet Mader unter anderem wegen einer Wohnungsangelegenheit im ehemaligen privaten Schülerheim Technikerhaus in Kritik.
Aufgrund des Bekanntwerdens seines Gratiswohnrechts nach dem Verkauf des Schülerheimes beschloss das ÖVP-Parteipräsidium am 17. August 2015 die Parteimitgliedschaft von Helmut Mader ruhend zu stellen. Am 29. August 2015 trat Mader eigeninitiativ aus der ÖVP aus und gab sämtliche Ehrungen zurück.  Am 27. November 2015 erlosch „die Berechtigung zum Tragen des Rings des Landes Tirol.“ In einem offenen Brief bekräftigte er jedoch, alle erhobenen Vorwürfe widerlegen zu können und mit den ermittelnden Behörden umfänglich zu kooperieren. Am 10. Februar 2016 bestätigte dies die Grazer Wirtschafts- und Korruptionsstaatsanwaltschaft. Sämtliche Vorwürfe konnten von Mader entkräftet werden. Alle Verfahren wurden eingestellt.

## Auszeichnungen
- 1994: Ehrenbürger der Universität Innsbruck
- Großes Goldenes Ehrenzeichen mit dem Stern für Verdienste um die Republik Österreich
- 1998: Silbernes Komturkreuz mit dem Stern des Ehrenzeichens für Verdienste um das Bundesland Niederösterreich
- 1999: Berufstitel Professor
- 2002: Ehrenring der Stadt Innsbruck
- 2008: Großer Montfortorden Vorarlbergs
- 2009: Ring des Landes Tirol (2015 Beschluss aufgehoben)[9]
- Ehrenzeichen des Landes Tirol
- Tiroler Landessportehrenzeichen
- Ehrenhauptmann der Wiltener Schützen
- Ehrenmajor des Schützenbataillons Innsbruck
- Ehrenmitgliedschaft der Stadtmusikkapelle Mariahilf/St. Nikolaus
- 1. Ehrenpräsident des Triathlonverbandes Tirol

## Mitgliedschaften
Helmut Mader ist Mitglied der Katholischen Studentenverbindung Ambronia an der Innsbrucker HTL und trägt die Farben von sieben TMV- und zwei CV-Verbindungen (AV Austria Innsbruck und KÖHV Leopoldina Innsbruck). Er ist Mitglied im Verein Technikerhaus und war über 30 Jahre lang Präsident des zweitältesten Tiroler Fußballvereines FC Veldidena Innsbruck. Mader war zudem von 1972 bis 1987 Präsident des Tiroler Leichtathletikverbandes und einige Jahre Österreichischer Vizepräsident des TaekWon Do-Verbandes. Mader war zudem bis 2012 Präsident der Stadtmusikkapelle Wilten.